# La Ronda
La Ronda è stata una rivista letteraria  pubblicata a Roma tra il 1919 e il 1922, inizialmente diretta da un'équipe redazionale formata da sette persone. 
Brano tratto dall'articolo comparso sul n. 1 de La Ronda a firma di Vincenzo Cardarelli:

«Non sembrerà un paradosso se diciamo che dai classici per i quali, come per noi l'arte non aveva altro scopo che il diletto, abbiamo imparato ad essere uomini prima che letterati. Il vocabolo umanità lo vorremmo scrivere nobilmente con l'H, come lo si scriveva ai tempi del Machiavelli, perché s'intendesse il preciso senso che noi diamo a questa parola (...). Abbiamo poca simpatia per questa letteratura di parvenus che si illudono di essere bravi scherzando col mestiere e giocando la loro fortuna su dieci termini o modi non consueti quando l'ereditarietà e la familiarità del linguaggio sono le sole ricchezze di cui può far pompa uno scrittore decente (...).
Ci sostiene la sicurezza di avere un modo nostro di leggere e di rimettere in vita ciò che sembra morto. Il nostro classicismo è metaforico e a doppio fondo. Seguitare a servirci con fiducia di uno stile definito non vorrà dire per noi altro che realizzare delle nuove eleganze,  perpetuare, insomma, la tradizione della nostra arte. E questo stimeremo essere moderni alla maniera italiana senza spatriarci.»

## Storia
Gli scrittori che diedero vita alla Ronda giungevano a questo loro appuntamento di rivolta neoclassica -dopo le grandi avanguardie il cui slancio demolitorio era già stato risucchiato e si era spento nel gorgo climaterico della Grande Guerra- da precedenti esperienze legate a "La Voce" , a "Lirica" (di Arturo Onofri); e molti fra coloro che andranno a figurare nella lista bloccata della Ronda (Cardarelli, Bacchelli, Montano, Raimondi, Cecchi, Saffi, Baldini, Barilli) si erano incontrati già un anno prima sulle pagine de La Raccolta (diretta da un giovanissimo Giuseppe Raimondi), mentre ancora infuriava il conflitto. La rivista uscì a Roma nell'aprile del 1919, cinque mesi dopo la fine del Primo conflitto mondiale. La copertina, color mattone, riportava un disegno di Armando Spadini: un tamburino che chiama a raccolta. I redattori si autodefinivano i "sette savi" o i "sette nemici" (per indicare i legami di amicizia, ma anche la divergenza di idee) e vennero elencati con spirito ironico da Margutte, soprannome di Antonio Baldini, in questo modo: Vincenzo Cardarelli "pubblicista", Emilio Cecchi "esquire" (scudiero in senso di rispetto per la sua esperienza critica), Riccardo Bacchelli "possidente", Antonio Baldini "baccelliere in lettere", Lorenzo Montano "industriale", Bruno Barilli "compositore", Aurelio Enrico Saffi "docente nelle scuole governative". 
A costoro si affiancarono numerosi collaboratori esterni, tra i quali Guglielmo Ferrero, Vilfredo Pareto, Filippo Burzio, Giuseppe Raimondi (segretario), Maurizio Korach (che per primo in Italia introduce, proprio su La Ronda,  Thomas Mann), Alberto Savinio, Marcello Cora e, tra i pittori metafisici, coloro che in quegli anni animavano la rivista di arti figurative Valori plastici come Carlo Carrà, che contribuisce con i suoi articoli su Henri Matisse e Paul Cézanne, e Giorgio De Chirico che assimila la "classicità" rondista alla sua "metafisica". A Cardarelli, che nel 1920 prenderà la direzione insieme a Saffi, si deve il programma antisperimentale e antivanguardistico della rivista: il ritorno della tradizione letteraria italiana, attraverso la prosa di Leopardi, una poetica del frammento a scapito del romanzo e della poesia (il primo perché ritenuto essere scaduto a puro genere di consumo, la seconda perché esaurite le potenzialità stilistiche).
Sul n. 1 de La Ronda dell'aprile 1919 apparve un Prologo in tre parti redatto da Vincenzo Cardarelli i cui punti fermi erano essenzialmente tre: a) simpatia e preferenze per il passato, culto dei classici e humanitas che consentono di sentirsi uomini; b) impegni linguistici e stilistici come il leggere e lo scrivere elegante non in senso formale ma come lucida e leopardiana trasparenza dei moti dell'animo; c) sincera fedeltà alla tradizione senza perdere di vista il livello europeo delle letterature straniere, mettersi in regola coi tempi, senza però spatriarsi. Durante il primo anno appaiono su La Ronda gli interventi di Cecchi, Baldini e Bacchelli, mentre i futuristi e il futurismo, compreso Filippo Tommaso Marinetti di Zang Tumb Tumb, sono duramente attaccati e denominati distruttori letterari e si polemizza contro gli intellettuali compromessi che hanno dimenticato il loro più importante dovere, quello della "schiettezza disinteressata".
La rubrica "Rondesca", che appare su ogni numero, puntualizza la fisionomia della rivista. Sulla rubrica del maggio 1919 viene proclamata la necessaria, assoluta indipendenza dell'arte dalla politica, in quanto l'arte "è libera, inutile, inefficace e indistruttibile. Non può pretendere d'essere considerata, rispettata e remunerata, né dai conservatori, né dai rivoluzionari". Giovanni Pascoli viene accusato di essere responsabile della decadenza della letteratura contemporanea e nell'ottobre del 1919 "La Ronda" apre un Referendum su Pascoli che si conclude nel gennaio 1920 e la discussione annovera una decina di interventi tra cui quella di Cecchi, Bacchelli, Cesare Angelini e Ardengo Soffici. Viene invece preso a modello Alessandro Manzoni e il Leopardi delle Operette morali e dello Zibaldone. Un numero triplo, marzo-aprile-maggio 1921, interamente dedicato a Leopardi, pubblica parte dello Zibaldone e ne decanta l'eleganza dello stile.

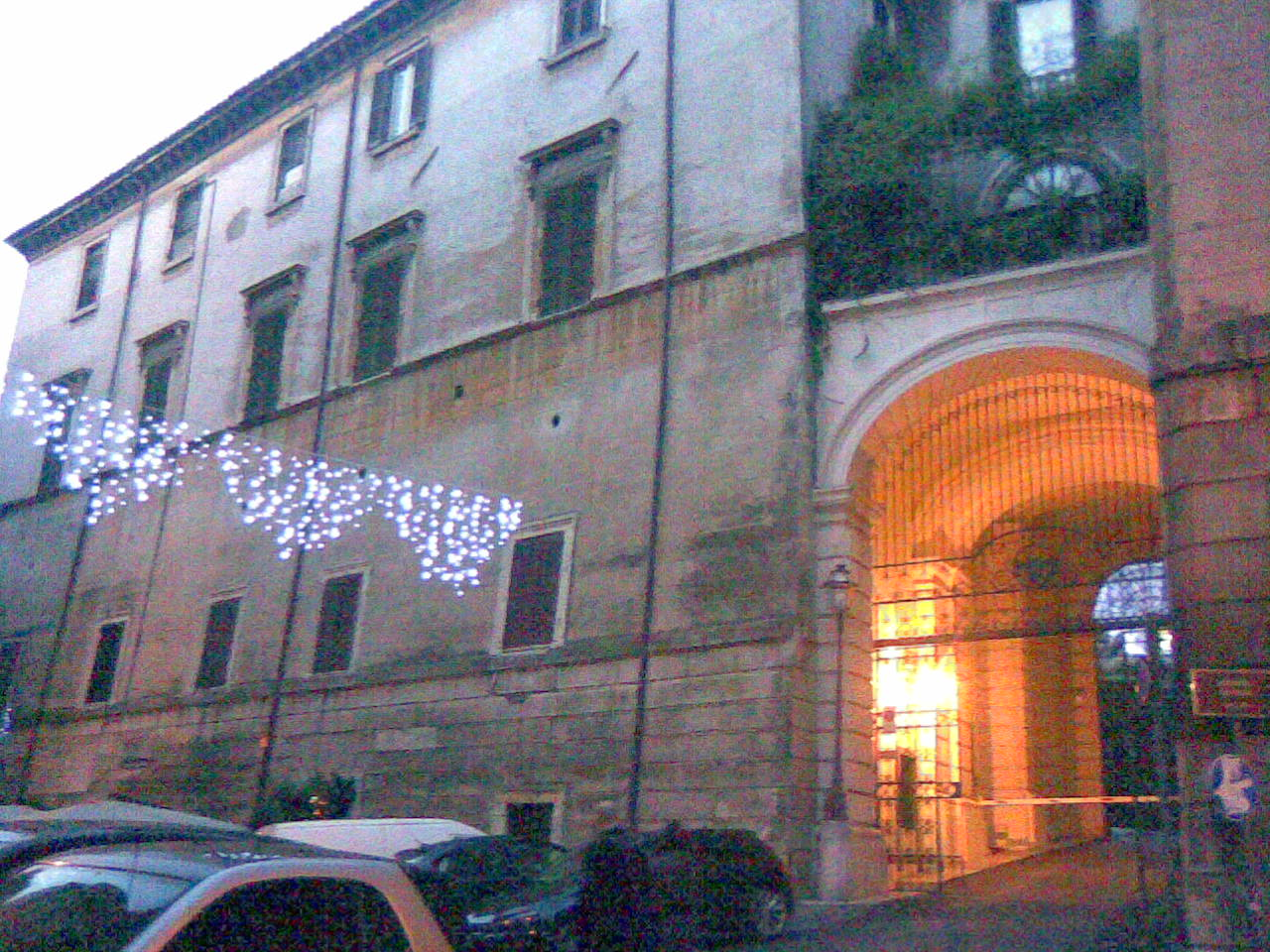
Palazzo Taverna in Via di Monte Giordano 36, vicino a piazza Navona, sede della rivista.

Gli interni e le sezioni de La Ronda vengono completati con gli apporti della letteratura straniera. Vengono riportate le versioni e le traduzioni di autori anglofoni quali Robert Louis Stevenson, Herman Melville, Gilbert Keith Chesterton, Hilaire Belloc, George Bernard Shaw, Edgar Lee Masters, Thomas Hardy, W. B. Yeats, a cura di Cecchi; e Bacchelli scrive, fra gli altri, un importante saggio su Lev Tolstoj.
Con l'esclusione del numero straordinario del dicembre 1923, il quale accoglie testi già pronti giusto un anno innanzi, La Ronda ha termine, per motivazioni interne al gruppo fondatore, proprio nel momento in cui il fascismo giunge al potere; andrebbero escluse le cause politiche in quanto la rivista si occupò di cultura in senso stretto e i direttori Antonio Baldini ed Emilio Cecchi accetteranno, negli anni Trenta, l'elezione in seno all'Accademia d'Italia fascista, mentre l'altro direttore Vincenzo Cardarelli compose, poco dopo la Marcia Su Roma, la lirica dal titolo Camicie Nere: in omaggio alla Milizia volontaria per la sicurezza nazionale;  e, nel corso degli anni, scrisse, vuoi su 'Il Tevere' d'Interlandi, vuoi nel saggio Parliamo dell'Italia, pagine d'apologia del fascismo.  Va notato che quasi tutti i collaboratori del nucleo storico della Ronda continueranno, a partire dal gennaio 1923, a pubblicare assieme nella nuova rivista milanese L'Esame, diretta da Enrico Somaré (1922-1925).
Intervistato da Giuseppe Cassieri alla fine degli anni '60, allorché questi stava preparando un'edizione critica degli articoli apparsi su La Ronda, Pier Paolo Pasolini espresse su questa rivista un preciso giudizio di merito estetico e sociale: " Non è stata una pura coincidenza cronologica che La Ronda sia coincisa più o meno con la presa del potere del Fascismo; cioè La Ronda è una rivista di restaurazione; la restaurazione della Ronda è avvenuta attraverso il purismo linguistico e certe forme di classicismo come sempre. Ciò non toglie che La Ronda abbia prodotto dei buoni scrittori; vorrei citare soprattutto Cardarelli che, benché un pochino falso, un po' di gesso, nel suo classicismo tuttavia ha dato delle pagine molto belle, soprattutto quelle in prosa. Ma anche scrittori come Cecchi, Baldini, sebbene siano poi finiti accademici fascisti, hanno dato delle buone pagine; pagine che chiamo belle così in modo generico, estetizzante; e cosa significa allora? Significa che, in chi le ha scritte, sono pagine staccate dalla loro esperienza".
L'archivio della rivista è conservato a Roma presso l'Associazione nazionale per gli interessi del Mezzogiorno d'Italia.